# Iun-kenmut
Iunkenmut (auch Iunkenmet; eigentlich Iun-kenmut, Iun-kenmet) ist ein schon im Alten Reich belegter Titel, der von einigen Ägyptologen mit dem Gott Iunmutef in Verbindung gebracht beziehungsweise als Epitheton von ihm angesehen wird, da Iunmutef erstmals in der 5. Dynastie im Zusammenhang der altägyptischen Siedlung Jeret-Iunmutef schriftlich belegt ist. Der Begriff Iunmutef selbst war wiederum zuvor ein Epitheton des Horus in seiner Funktion als Horus in Chemmis, wo er als Stütze seiner Mutter tätig war.
In diesem Zusammenhang stehen auch die Priestertätigkeiten des Tjet und des Sem, die als Nachfolgeämter auf die in der Thinitenzeit belegte Funktion des Mut-nefer aufbauen und als ältestes ikonografisches Vorbild der Gottheit Iunmutef angesehen werden können.

## Hintergrund
Der Titel ist zum ersten Mal bei Achtiaa am Ende der 3. Dynastie bezeugt. Er ist im Alten Reich relativ häufig belegt, während er im Mittleren Reich nur noch selten vorkommt. Wolfgang Helck weist darauf hin, dass der Titel oftmals zusammen mit juristischen Titeln genannt wird und vermutet eine Aufgabe des Titelträgers in diesem Bereich.
Erste bildliche Darstellungen des Iunmutef, in thematischem Zusammenhang mit dem Amt des Iun-kenmut, sind in Bubastis im Ka-Haus des Pepi I. am Durchgang eines Türsturzes an der Südseite zu sehen. Pepi I. befindet sich dabei zwischen Hathor und Bastet, die vor dem König stehen. Hinter Bastet ist Iunmutef zu erkennen, der eine kappenartige Kurzhaarfrisur und ein Pantherfell trägt. Die linke Hinterpranke umfasst Iunmutef mit der linken Hand, während er in der rechten Hand das Anch-Zeichen hält.

### Etymologie
Die Bezeichnung Iun meint von der Grundbedeutung einen tragenden Pfeiler oder Säule. Zusätzlich findet der Begriff Pfeiler / Säule / Stütze auch Anwendung im familiären Bereich in der Bedeutung von Unterstützer und Versorger. Gleichgesetzt sind auch die Titel Iunjau (Stütze des Alten), Sameref (Stütze seines Vaters / Sein liebender Sohn), Iunschemau (Stütze Oberägyptens) und Iunhutef (Stütze seines Palastes).
Aus der 11. Dynastie ist in diesem Kontext der Titel des Priestervorstehers Rudjahau zu verstehen, der sich große Stütze seiner Familie nennt. Der Schreibung des Pfeilerzeichens ist häufig noch um ein Ideogrammstrich ergänzt und gilt als Übertragung der familiären Säule / Stütze bezüglich der Gottheit, des Priesters oder der Person. Diese traditionelle Verknüpfung erfuhr unter Thutmosis III. eine weitere Aufwertung, da sich Thutmosis III. als (Wesens)-Abbild des Iunmutef bezeichnete und Iunmutef mit Horus in Chemmis gleichsetzte. In der zugehörigen Inschrift ist Thutmosis III. als Verkörperung von Iunmutef mit dem Determinativ eines Pantherfellträgers zu sehen, der während einer Prozession mit der erhobenen rechten Hand rezitiert und mit der linken Hand die Pfote des Pantherfells hält.

### Interpretationsmöglichkeiten
Die Bedeutung des Titels wird in der Ägyptologie kontrovers diskutiert, da die Übersetzungen nicht klar gefasst werden können und eine weite Bandbreite aufweisen: Pfeiler der Panther- beziehungsweise Leopardenfell-Leute, Pfeiler des Kenmet-Vogels, Pfeiler der Oasen-Leute und Pfeiler der Oase.
Ergänzend besteht die Möglichkeit, dass der Begriff Kenmut auch als frühes Synonym des Sonnengottes Re angesehen werden kann. Mit dem Motiv der Gleichsetzung von Kenmut als Finsternis wird bezüglich der Funktion des Re als Nachtsonne (Senku) auf die gegensätzliche Rolle und Erscheinungsform von Re als Tagessonne verwiesen.